# Dyneburg
Dyneburg (łot. Daugavpils) – miasto na Łotwie, w południowo-wschodniej części państwa, nad Dźwiną (nazwa w języku łotewskim oznacza zamek nad Daugavą, tj. Dźwiną), miasto wydzielone, drugie co do wielkości miasto Łotwy, stolica i centrum naukowe, przemysłowe i kulturalne Łatgalii. W 1956 do miasta przyłączono położone na lewym brzegu (selońskim) miasteczko Grīva. Główny ośrodek Polaków na Łotwie; większość mieszkańców miasta stanowi ludność rosyjskojęzyczna (w tym Rosjanie, Białorusini) oraz Polacy, natomiast Łotysze to ok. 17% mieszkańców.

## Historia

### W państwie zakonnym
Pierwszy zamek o nazwie Dinaburg zbudował około 1275 r. Ernst von Rassburg z inflanckiej gałęzi zakonu krzyżackiego. Warownia w 1277 r. została zaatakowana przez Litwinów na czele z Trojdenem, którzy próbowali ją bez powodzenia zdobyć. W XIV wieku zamek został rozbudowany przez zakon krzyżacki. W 1481 r. zamek został zdobyty przez moskiewskie wojska Iwana III.

### W Rzeczypospolitej

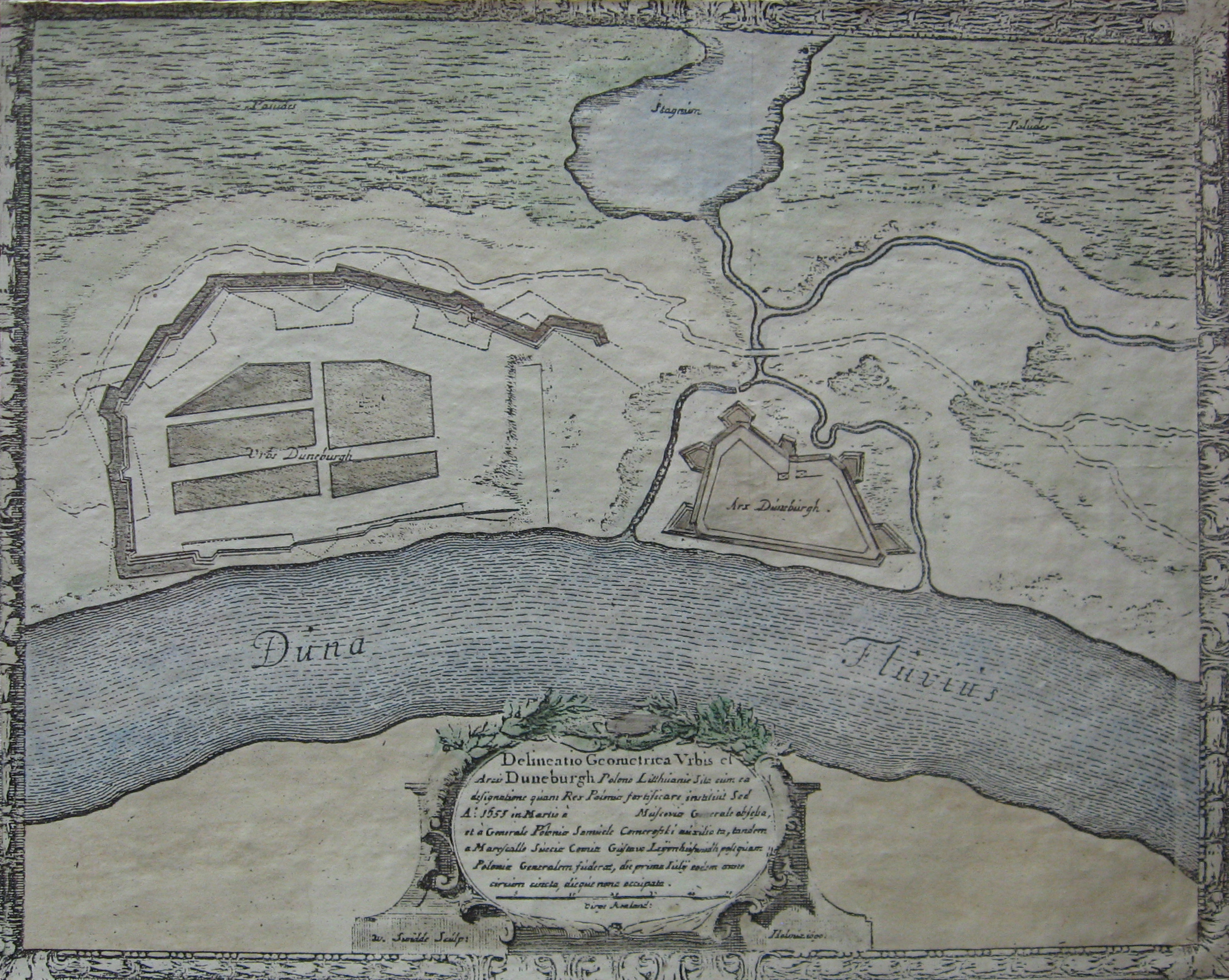
Plan Dyneburga z 1655 roku

W 1559 r. zamek został oddany w zastaw królowi polskiemu Zygmuntowi Augustowi. Po sekularyzacji zakonu Dyneburg w latach 1559–1772 znajdował się w granicach Rzeczypospolitej Obojga Narodów, jako stolica Inflant Polskich. Najpierw był stolicą powiatu dyneburskiego. W 1577 r. stary krzyżacki zamek Dyneburg został zdobyty przez wojska moskiewskie Iwana Groźnego, który wkrótce wybudował bastionowy szaniec około 19 km w dół rzeki Dźwiny.

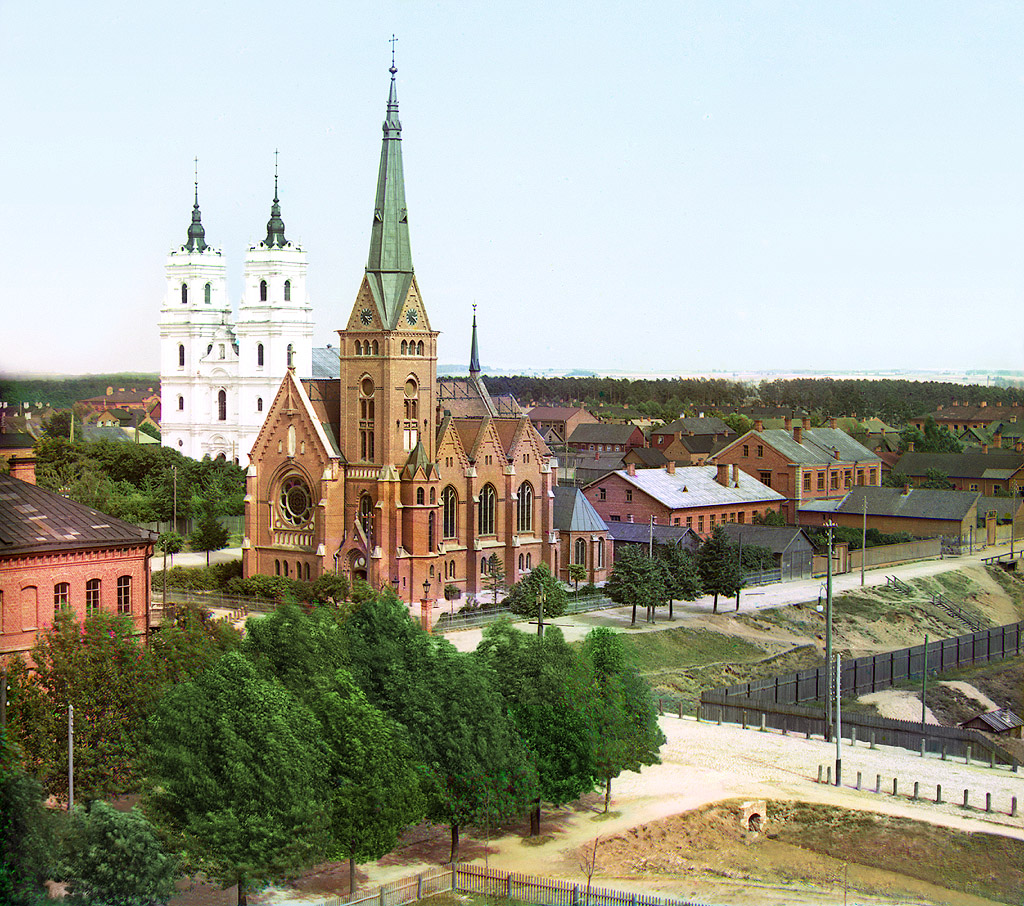
Dyneburg w 1912 r. Pośrodku ewangelicka katedra Marcina Lutra, w tle katolicki kościół Niepokalanego Poczęcia NMP. Zdjęcie Siergieja Prokudina-Gorskiego.

Po odzyskaniu Inflant przez Polskę w pobliżu moskiewskiego szańca król Stefan Batory lokował nowe miasto Dyneburg, któremu 26 marca 1582 roku nadał prawo magdeburskie oraz wybudował nową twierdzę. W 1629 r. wojewoda smoleński Aleksander Korwin Gosiewski ufundował w mieście kolegium jezuitów, będące pierwszą szkołą w regionie. Obok kolegium powstał kościół. W 1652 r. sejm wydał konstytucję o ufortyfikowaniu miasta, a projekt powstał z inicjatywy króla Jana Kazimierza. W 1655 r. miasto zajęli Szwedzi, a w 1656 r. miasto i twierdzę przejęły wojska moskiewskie, które nadały mu nazwę Borisoglebsk. Okupacja moskiewska trwała do 1666 r., gdy Dyneburg został na mocy układu andruszowskiego odzyskany przez Polskę. W 1667 r. Dyneburg został stolicą województwa inflanckiego i od tego czasu w twierdzy przebywała na stałe polska załoga wojskowa. Od 1673 roku w mieście odbywały się obrady sejmików dla ziemian z Inflant. W 1691 r. w Dyneburgu stacjonował polski garnizon liczący prawie 1200 ludzi. W 1710 r. miasto ucierpiało w wyniku zarazy, a w twierdzy zmarli prawie wszyscy żołnierze. W sierpniu 1794 roku miasto spłonęło w wyniku prowadzonych o nie walk.

### W Rosji carskiej

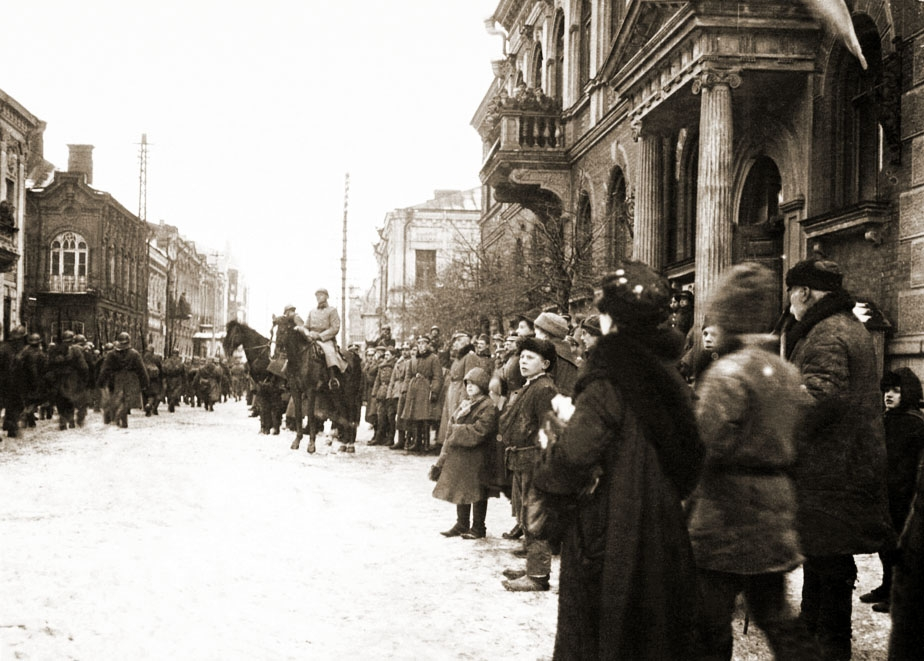
5 Pułk Piechoty Legionów Wojska Polskiego w Dyneburgu w styczniu 1920 r.

Po I rozbiorze Polski Dyneburg został włączony do Rosji. Podczas insurekcji kościuszkowskiej został zajęty przez oddziały Michała Kleofasa Ogińskiego. W 1810 Rosjanie rozpoczęli w Dyneburgu budowę nowej twierdzy, którą kontynuowano do 1833. Po uruchomieniu w drugiej połowie XIX w. linii kolejowych do Petersburga, Rygi, Warszawy, Orła i Szawli Dyneburg stał się ważnym węzłem komunikacyjnym. W 1878 r. ponownie rozbudowano twierdzę. W 1893 r. car Aleksander III zmienił nazwę miasta na Dźwińsk. W 1899 roku w mieście było 72 231 mieszkańców. Natomiast w 1913 roku miasto liczyło ponad 112 tys. mieszkańców (więcej niż dzisiaj).

### W Republice Łotwy
Na początku 1920 r. Dyneburg został zdobyty przez oddziały polskie dowodzone przez gen. Rydza-Śmigłego w czasie operacji dyneburskiej. Większą część zajętego terytorium przekazano władzom niepodległej Łotwy. W obawie przed odcięciem przez wroga (ofensywa Tuchaczewskiego) polska załoga cytadeli opuściła miasto w lipcu 1920. W 1923 r. na murach twierdzy umieszczono tablicę ku czci walczącego w powstaniu styczniowym hrabiego Leona Broel-Platera, który został rozstrzelany w twierdzy przez Rosjan (tablica została zniszczona).
W latach 1920–1945 działało w mieście Prywatne Gimnazjum Polskie im. Platerów, a od 1991 działa tu Państwowe Gimnazjum Polskie im. Józefa Piłsudskiego w Dyneburgu.

## Demografia

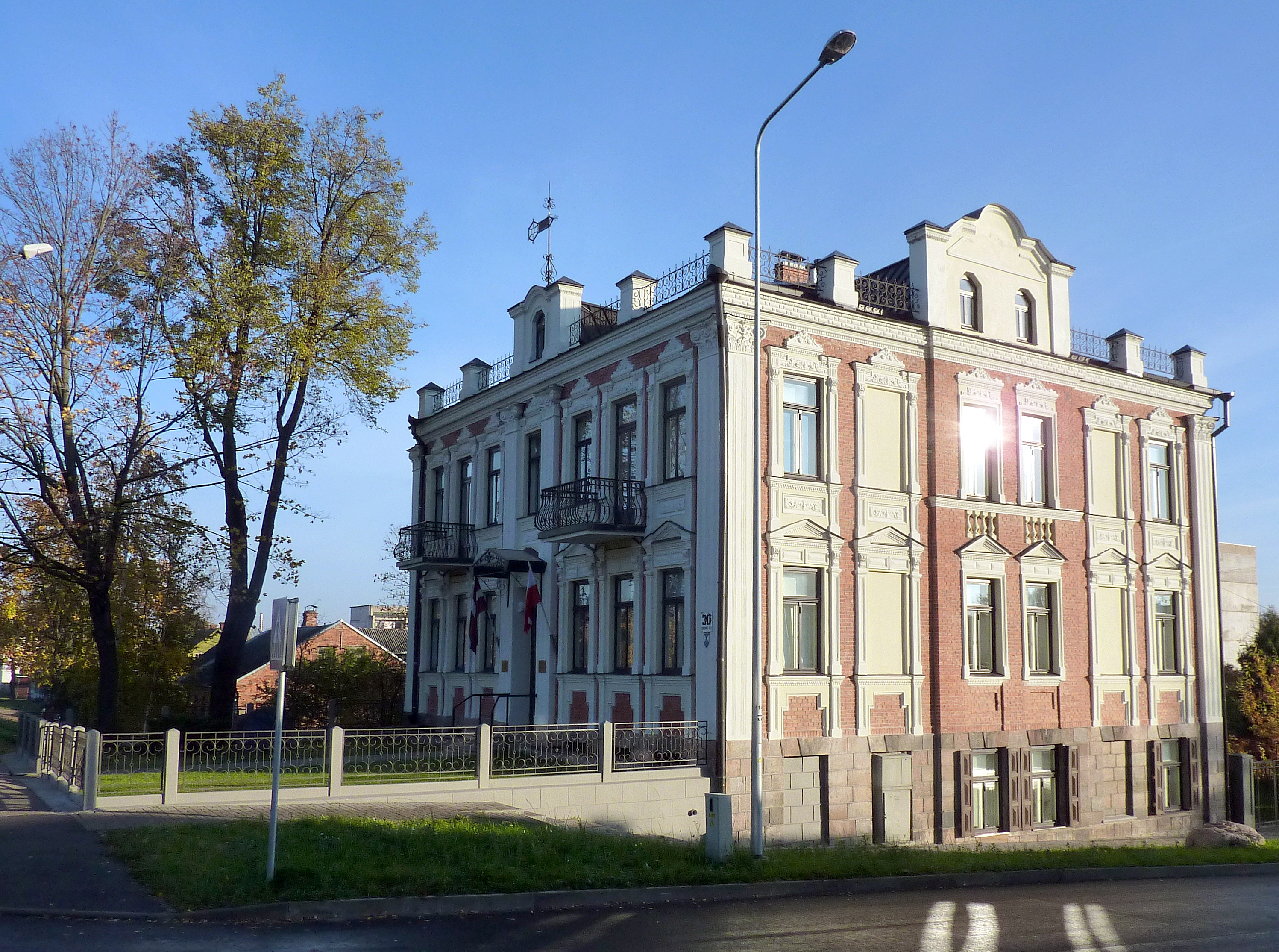
Centrum Kultury Polskiej

Według stanu z 1 stycznia 2006 miasto liczyło 108 260 mieszkańców.
- Rosjanie – 53,96% (58 414)
- Łotysze – 17,3% (18 725)
- Polacy – 14,9% (16 126)
- Białorusini – 8,22% (8897)
- Ukraińcy – 2,23% (2417)
- Litwini – 0,96% (1041)
- Żydzi – 0,45% (492)
- Estończycy – 0,03% (30)
- inni – 1,96% (2118)

| Żydzi       | 46%    | 22%    | 3%     | 2%      | –       |
| Rosjanie    | 28%    | 21%    | 56%    | 57%     | 48%     |
| Polacy      | 16%    | 18%    | 18%    | 14%     | 15%     |
| Łotysze     | 2%     | 32%    | 13%    | 14%     | 17%     |
| Białorusini | 2%     | 3%     | 6%     | 8%      | 8%      |
| Inni        | 6%     | 7%     | 4%     | 5%      | 12%     |
| Razem       | 69 696 | 51 200 | 66 600 | 100 400 | 108 206 |

## Gospodarka
W okresie ZSRR w mieście dominowała produkcja przemysłu elektromaszynowego, lekkiego (odzieżowego i tekstylnego) oraz chemicznego.
Do największych zakładów należały m.in.:
- Dyneburski Zakład Włókna Chemicznego (ros. Даугавпилсский завод химического волокна) – 7 tys. zatrudnionych,
- Dyneburski Kombinat Obuwniczy (ros. Даугавпилсский обувной комбинат) – 3 tys. zatrudnionych.

Obecnie, po odzyskaniu niepodległości przez Łotwę, największe zakłady w mieście to:
- Dyneburski Zakład Łańcuchów (łot. Ditton pievadķēžu rūpnīca) – około 2 tys. zatrudnionych,
- Dyneburski Zakład Remontu Lokomotyw (łot. Daugavpils Lokomotīvju Remonta Rūpnīca).

## Transport

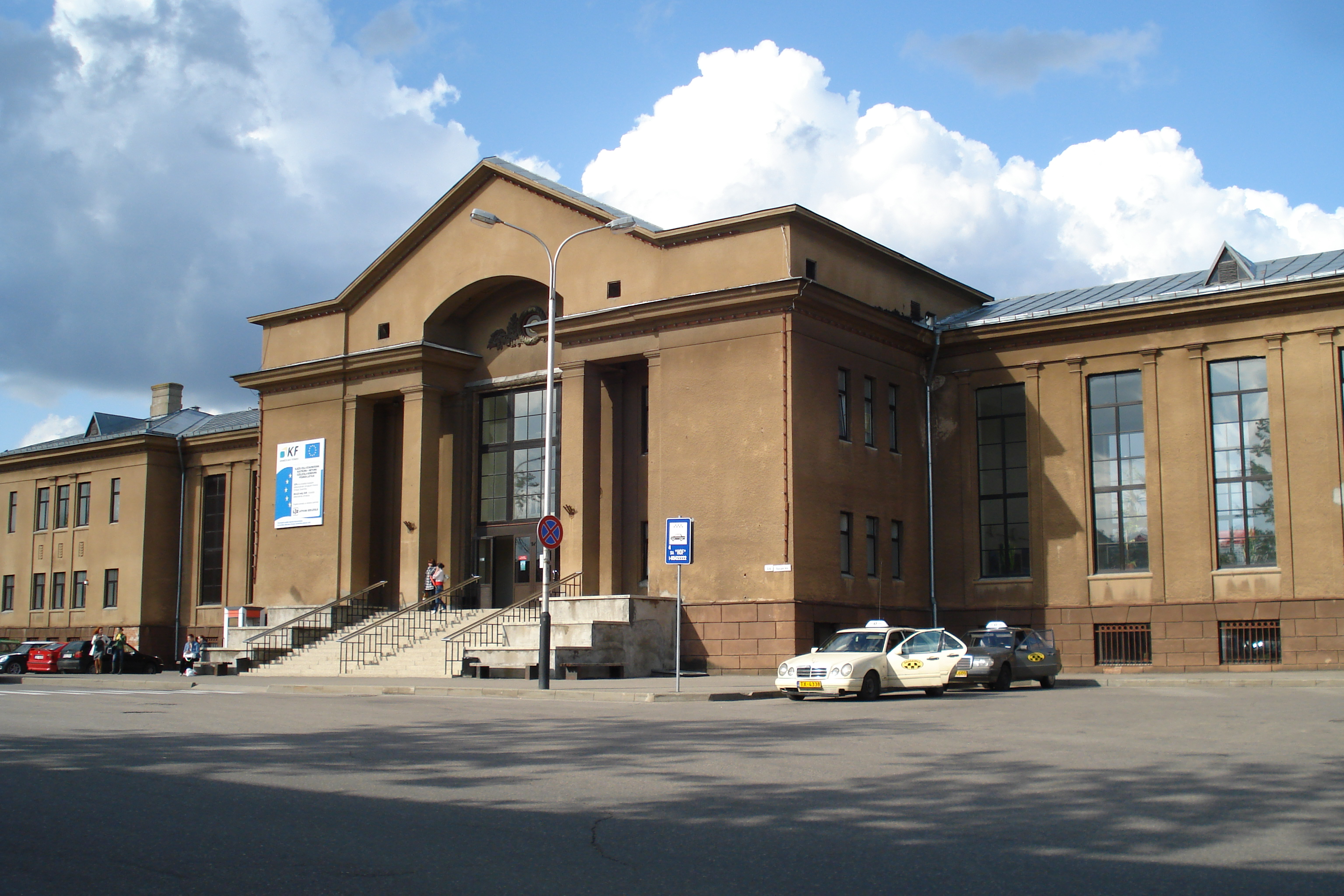
Dworzec kolejowy

Dyneburg to duży węzeł kolejowy, posiadający połączenia m. in. z Petersburgiem, Rygą, Wilnem i Szawlami.
12 km na północny wschód od centrum w miejscowości Lociki znajduje się lotnisko Laci. Utrzymywane dawniej stałe połączenia uległy zawieszeniu w 1990. Trwają prace nad przekształceniem byłej wojskowej bazy lotniczej w Międzynarodowy Port Lotniczy Daugavpils. Utworzono firmę Daugavpils lidosta (Port Lotniczy Daugavpils). Otwarcie portu nastąpiło w 2015 r.
W mieście funkcjonuje system tramwajowy.

## Turystyka
Dyneburg nie należy do wielkich centrów turystycznych Łotwy, gdyż nie posiada starego miasta, które w ogromnej większości zostało zburzone pod budowę twierdzy. Najstarsze budowle w mieście to właśnie XIX-wieczna twierdza rosyjska, na której budowę wykorzystano materiały ze zburzonych kamienic starówki. Najbardziej reprezentacyjną ulicą miasta jest ulica Ryska (Rīgas iela) biegnąca od dworca kolejowego w kierunku rzeki. Przy niej znajdują się kamienice z XIX i początków XX wieku, kościół św. Piotra z 1848, szereg restauracji, hoteli (w tym największy hotel „Latgola”), banków i najdroższych sklepów.
Warto zobaczyć tu również obiekty sakralne wielu wyznań, w tym synagogę z 1850 oraz największy z nich – prawosławny sobór św.św. Borysa i Gleba. Znajdują się tu także teatr i ogród zoologiczny, oraz kilka ciekawych budynków reprezentujących styl secesyjny z przełomu XIX i XX w.
Wybrane zabytki:
- Twierdza Dyneburg
- Kościół św. Piotra w okowach wzniesiony w latach 1848–1849 w stylu klasycystycznym
- Kościół Niepokalanego Poczęcia Najświętszej Marii Panny wzniesiony w latach 1903–1905 w stylu eklektycznym
- Katedra Marcina Lutra wzniesiona w latach 1892–1893 w stylu neogotyckim
- Sobór Świętych Borysa i Gleba – katedra prawosławna z lat 1904–1905
- Cerkiew staroobrzędowców z lat 1908–1928
- Kościół Najświętszej Marii Panny w dzielnicy Grīva
- Ratusz z XIX w.
- Synagoga z 1850 r.

Wybrane zabytki
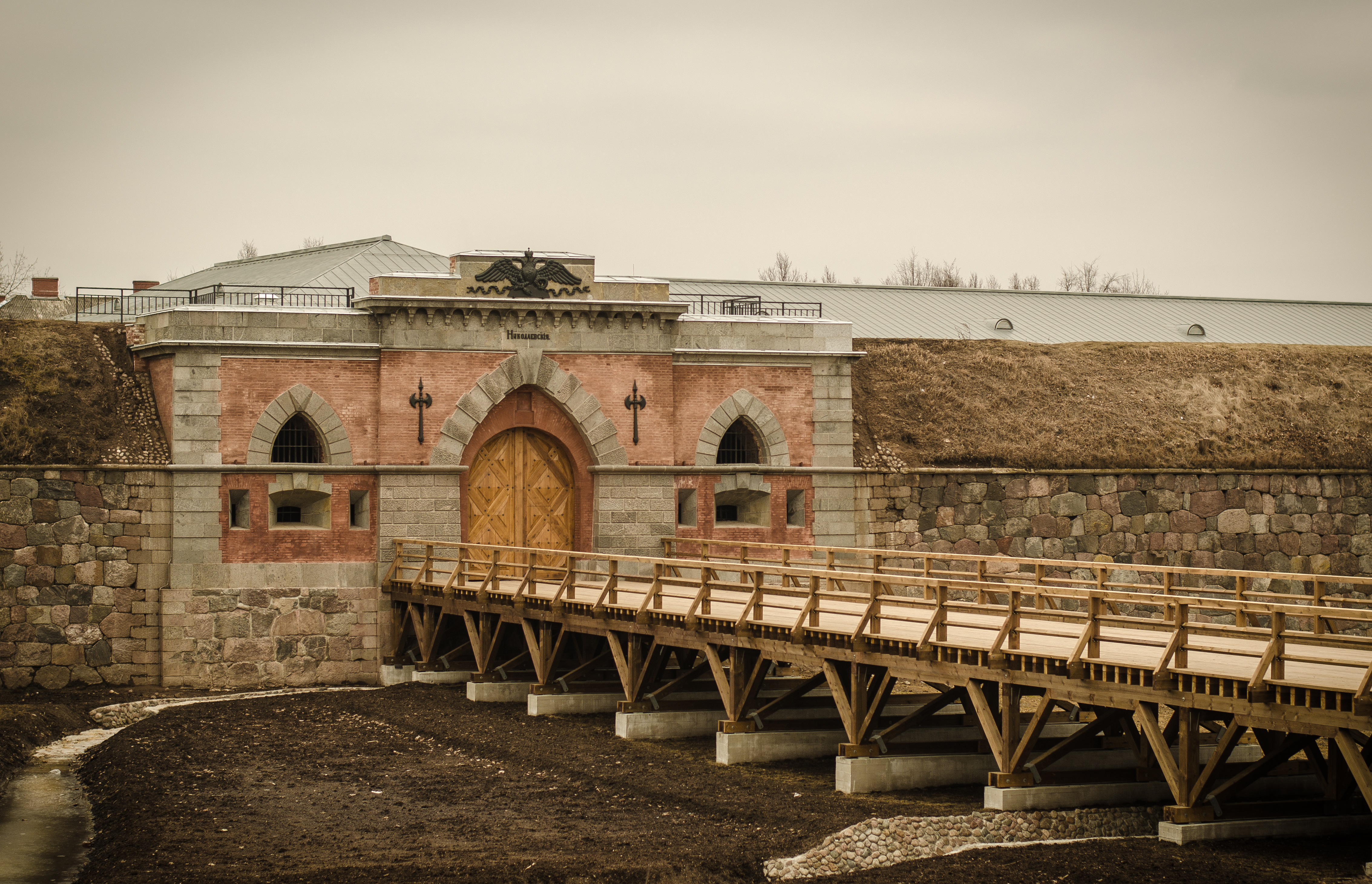
Twierdza Dyneburg
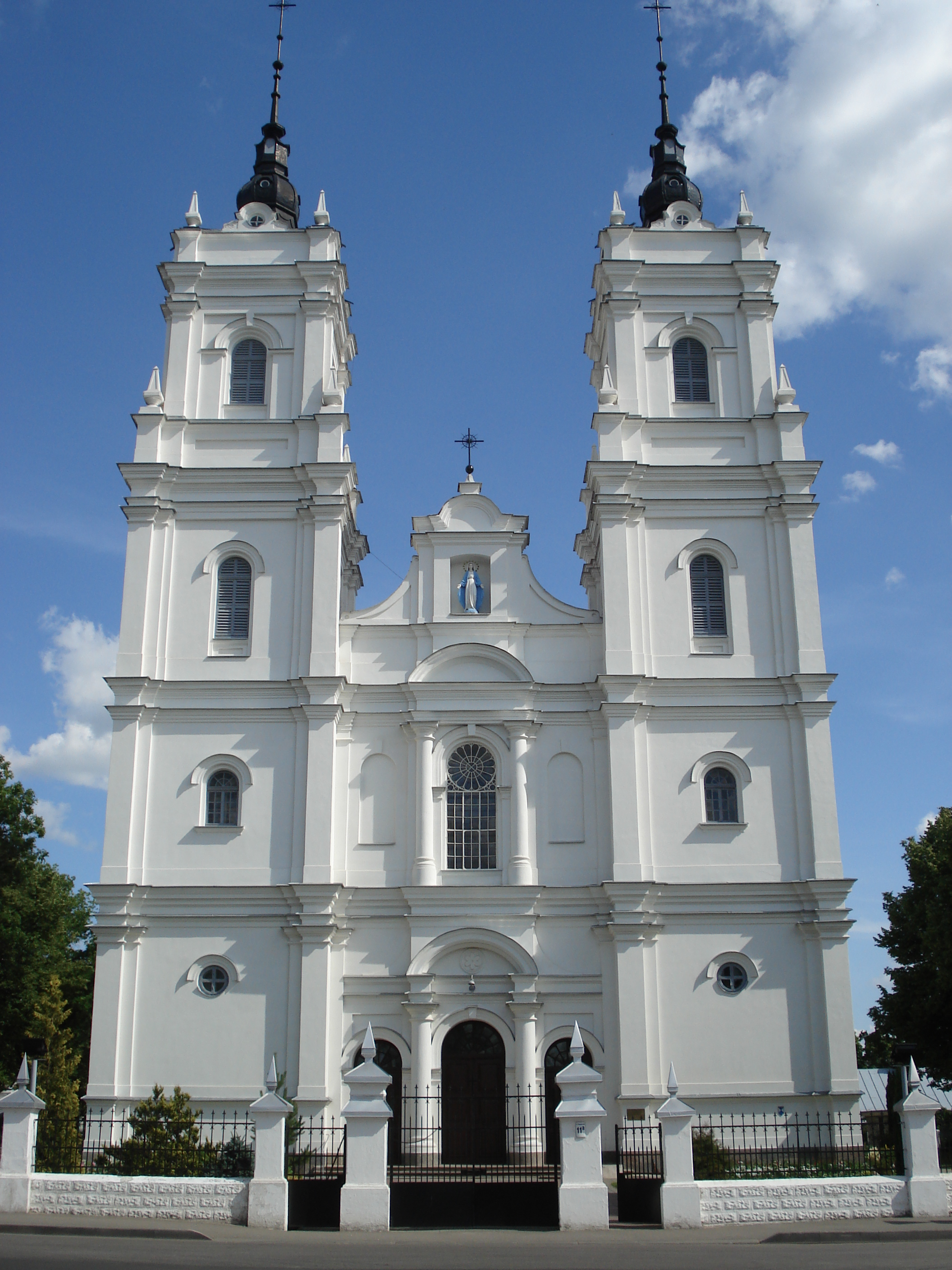
Kościół Niepokalanego Poczęcia NMP
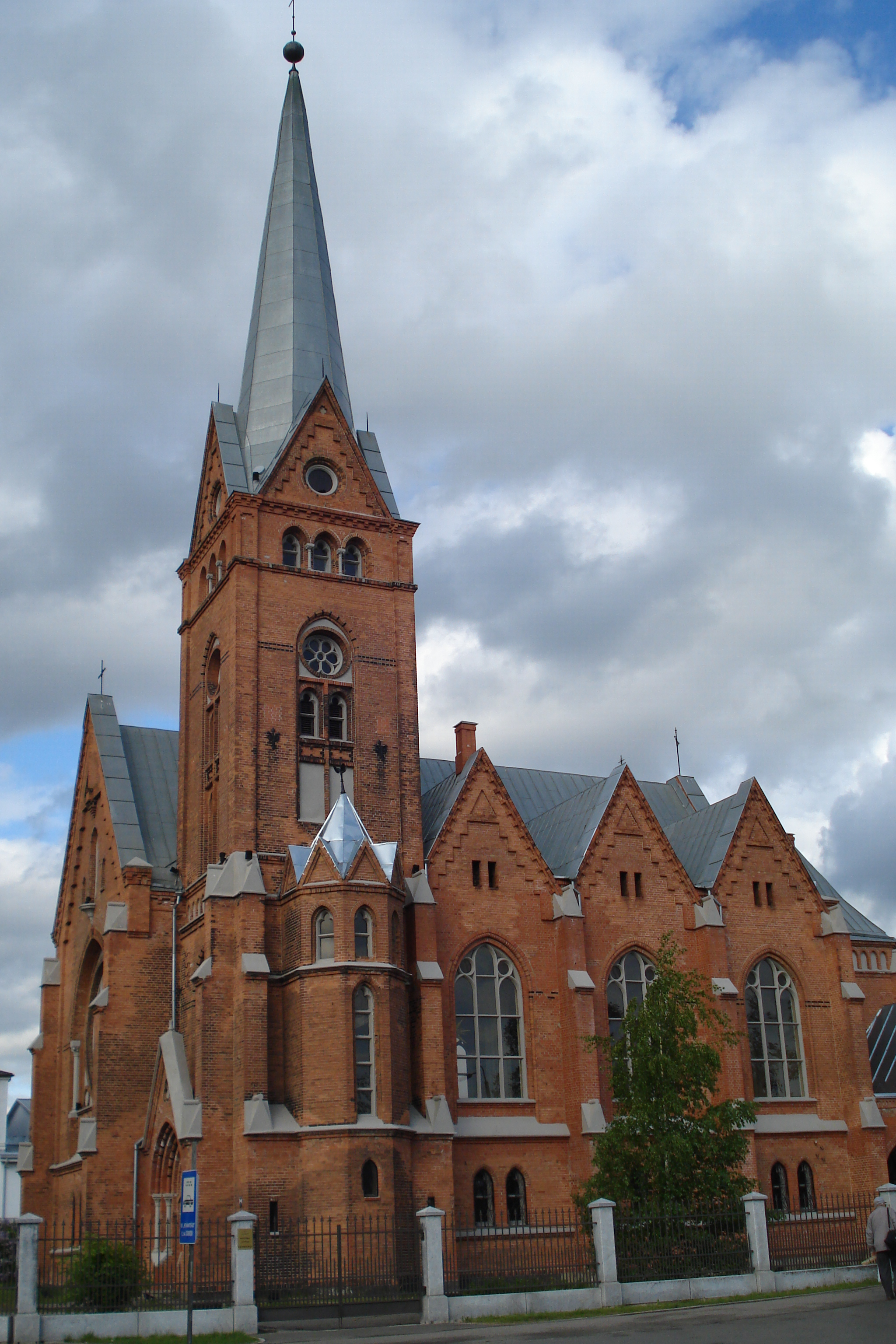
Katedra Marcina Lutra
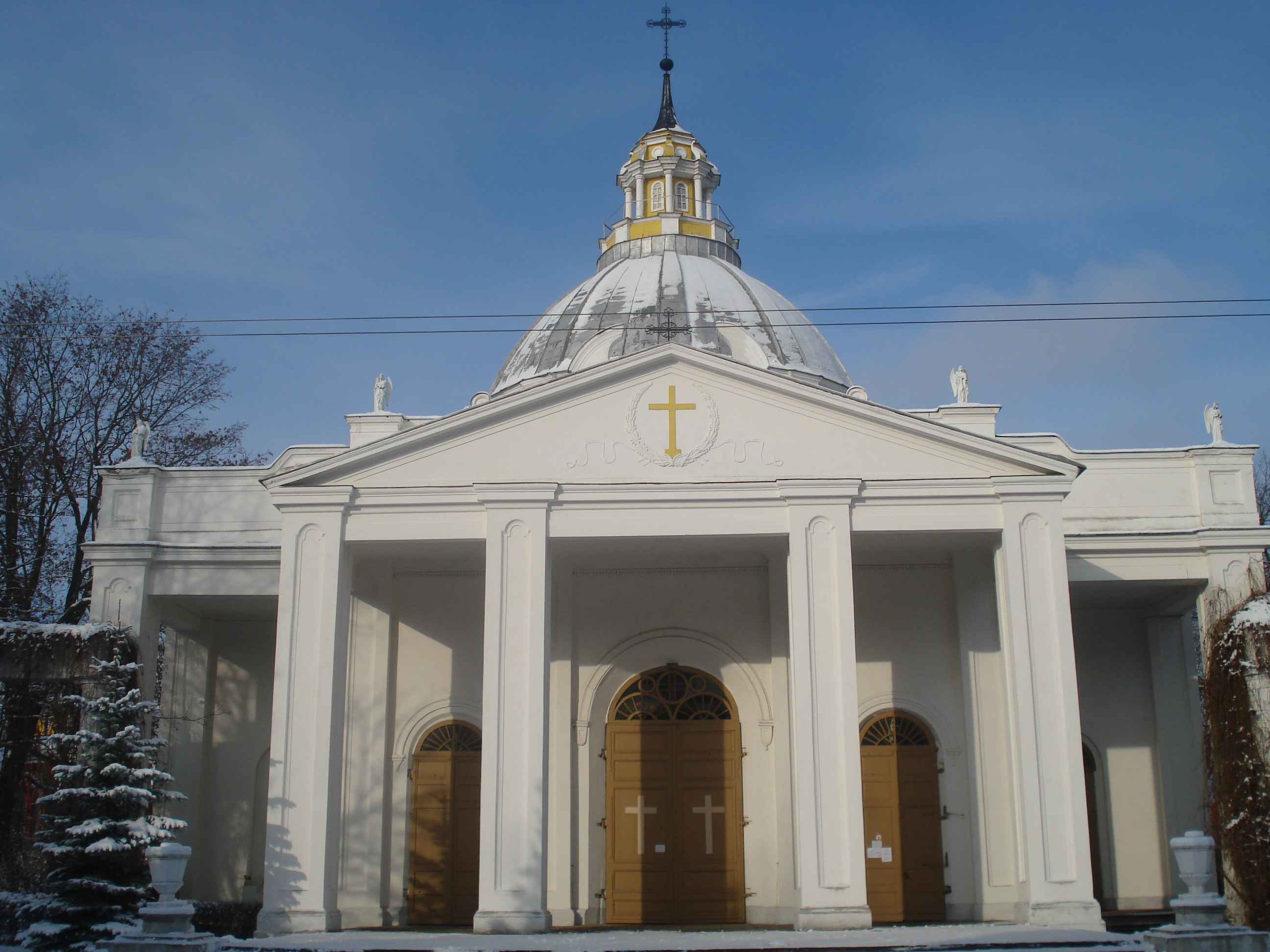
Kościół św. Piotra w okowach
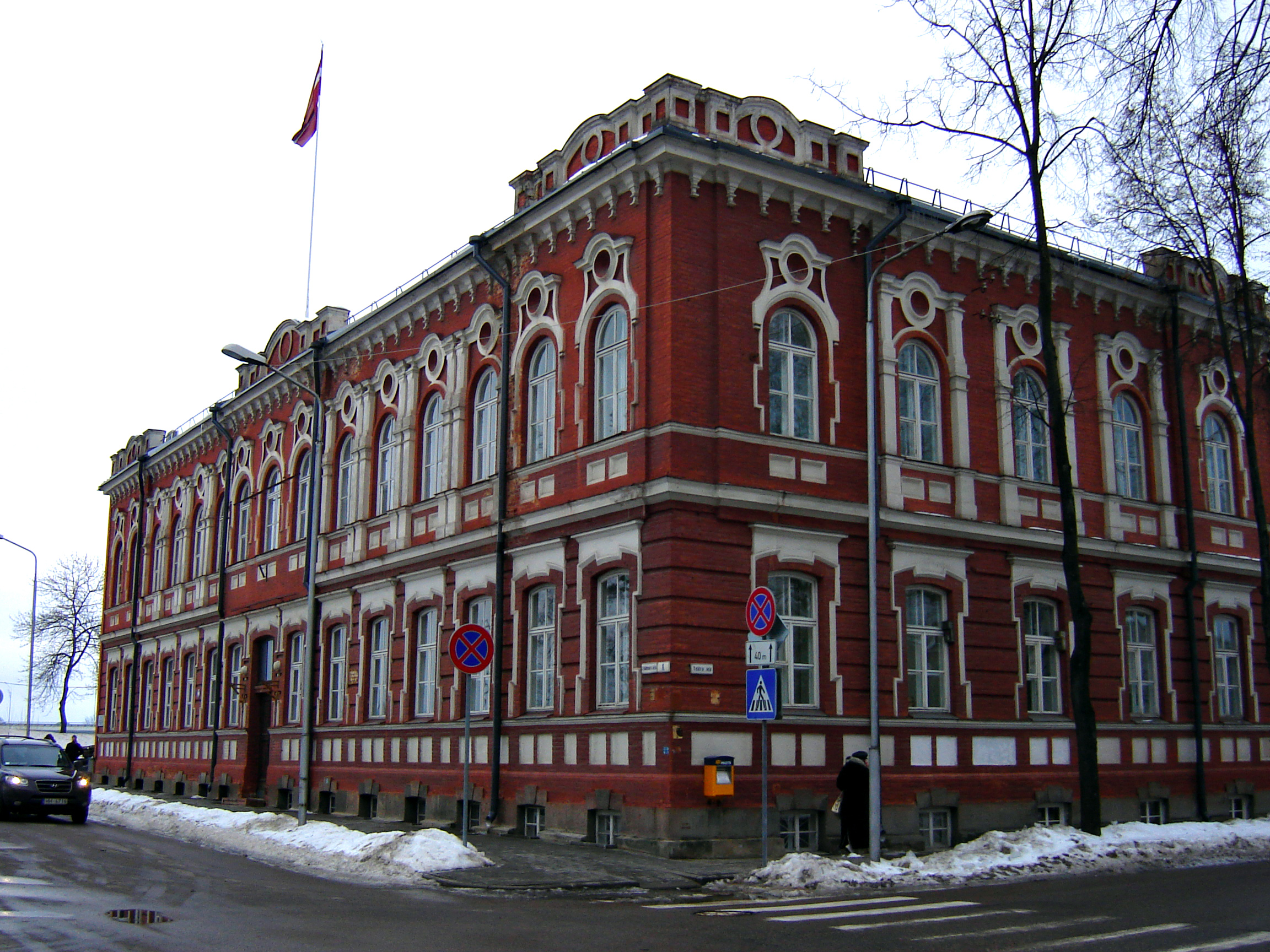
Ratusz

## Oświata

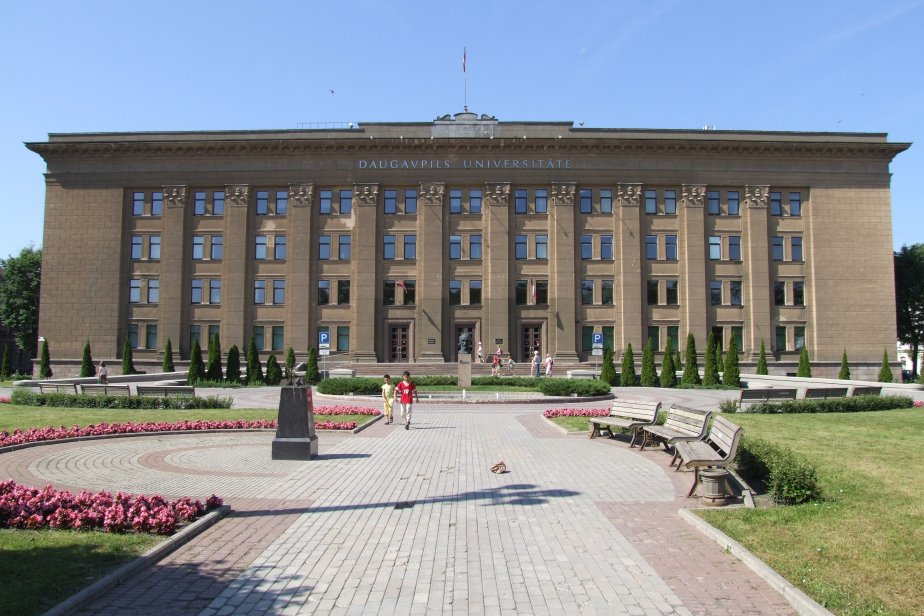
Uniwersytet Dyneburski

Swoje siedziby mają tutaj: Uniwersytet Pedagogiczny oraz wydział ogólnotechniczny Ryskiego Uniwersytetu Technicznego. W Dyneburgu funkcjonuje Państwowe Gimnazjum Polskie im. J. Piłsudskiego (J. Pilsudska Daugavpils valsts poḷu ġimnāzija).

## Sport
Dyneburg to ośrodek sportu żużlowego, zespół Lokomotiv Daugavpils awansował w sezonie 2007 do I ligi polskiej oraz występuje w lidze fińskiej. Ponadto od 2006 miasto organizuje jeden z turniejów wyłaniających mistrza świata – Grand Prix Łotwy. W mieście mają siedzibę również dwa kluby Virsligi (1. ligi piłkarskiej) Dinaburg i Daugava. W mieście działał też klub hokejowy DHK Latgale, występujący w ekstralidze łotewskiej. Od 2013 funkcjonuje HK Dinaburga.

## Miasta partnerskie
- Charków
- Ferrara
- Haderslev
- Harbin
- Moskwa
- Motala
- Naro-Fomińsk
- Petersburg
- Poniewież
- Radom
- Ramla
- Witebsk